# 日本ホッケー協会
公益社団法人日本ホッケー協会（にほんホッケーきょうかい、英: Japan Hockey Association、略: JHA）は、日本におけるフィールドホッケーの国内競技連盟。名誉総裁は憲仁親王妃久子。日本スポーツ協会、日本オリンピック委員会、国際ホッケー連盟加盟。

## 沿革
- 1906年 日本にホッケーが伝わる
- 1923年 大日本ホッケー協会として創立
- 1924年 大日本体育協会に加盟
- 1931年 国際ホッケー連盟に加盟
- 1980年 社団法人化
- 2013年 公益社団法人として認定される

## 主な主催大会
- 全日本ホッケー選手権大会
- ホッケー日本リーグ
- 全日本社会人ホッケー選手権大会
- 全日本学生ホッケー選手権大会
- 全日本大学ホッケー王座決定戦
- 全国高等学校選抜ホッケー大会
- 全国高等学校総合体育大会ホッケー競技大会
- 全日本中学生ホッケー選手権大会
- 全日本マスターズホッケー大会